# Европейски съд по правата на човека
Европейският съд по правата на човека (ЕСПЧ) (на английски: European Court of Human Rights; на френски: Cour européenne des droits de l’homme) е правораздавателна институция на Съвета на Европа, създадена с Конвенцията за защита на правата на човека и основните свободи от 1950 г. (наричана още Европейска конвенция по правата на човека). Седалището е в Страсбург, Франция.
ЕСПЧ е орган към Съвета на Европа, юрисдикцията на който се разпространява върху всички държави членки на Съвета на Европа, ратифицирали Европейската конвенция за защита правата на човека и основните свободи и включва всички въпроси, отнасящи се до тълкуването и прилагането на Конвенцията във връзка с международни дела и жалби на отделни лица.
Има правото, макар и непублично и неявно да разузнава на територията на ратифициралите ЕКПЧ.

## История и структура
Съдът е създаден на 1 ноември 1998 г., замествайки съществуващите по това време механизми, които включват Европейската комисия по правата на човека (създадена през 1954 г.) и Европейския съд по правата на човека, създаден през 1959 година. Новият формат на Съда е резултат от ратификацията на Протокол 11, изменение на Конвенцията, която е ратифицирана през ноември 1998 година. Новите съдии са избрани впоследствие от Парламентарната асамблея на Съвета на Европа. Първият председател на съда е Луциус Вилдхабер.
От момента, в който Протокол № 11 влиза в сила на 1 ноември 1998 г., установявайки Съд на пълно работно време и отваряйки пряк достъп за 800 милиона европейци, Съдът е постановил 837 съдебни решения. До края на 2005 г. са получени 5968 съдебни решения. Всички държави членки на Съвета на Европа трябва да подпишат и ратифицират Конвенцията. Съдът се състои от определен брой съдии, равен на броя на договарящите се страни, които са 47. Всеки съдия е избран от името на една от договарящите се страни от Парламентарната асамблея на Съвета на Европа. Въпреки това обаче не съществуват изисквания за националност за съдиите (например швейцарски гражданин може да бъде избран като представител на Лихтенщайн). Предполага се, че съдиите са по-скоро безпристрастни арбитри, отколкото ревностни представители на своята страна. Съдиите се избират за шест-годишен мандат и могат да бъдат преизбирани.
Съдът е разделен на пет „секции“ (отдела), във всяка от които изборът на съдии е географски и полово балансиран. Съдът избира председател, както и отделни председатели на петте „секции“, двама от които служат и като заместник-председатели на Съда. Всички се избират за срок от три години. Всеки отдел си избира Камара, която се състои от председател и шест други съдии, които се избират на ротационен принцип. Съдът също така съдържа 17-членна Голяма камара, която се състои от председател, заместник-председателите и председателите на отделите, в допълнение с ротационен избор на съдии от една от двете балансирани групи. Подборът на съдиите се променя в групите на всеки 9 месеца.
Между 2006 и 2010 г. Русия е единствената от 47-те участнички, която отказва да ратифицира Протокол №14, който има за цел да ускори работата на съда, отчасти чрез намаляване броя на съдиите, вземащи важни решения. През 2010 г. Русия спира да се противопоставя на протокола, в замяна на гаранция, че руските съдии ще бъдат включени по време на разглеждане на оплакванията срещу Русия.

## Начин на действие
Жалбите за нарушения от страна на държавите членки се подават в Страсбург и се разпределят в един раздел. Неоснователните жалби се отхвърлят от комисия от трима съдии с единодушно гласуване. Значимите жалби се разглеждат от Камарата. Решения от по-голямо значение могат да се обжалват пред Голямата камара. Всяко решение на съда е обвързано със страните-членки и трябва да бъде съобразено с тях.
Това е работата на Комитета на министрите на Съвета на Европа за контрол на изпълнението на съдебни решения. Този орган не може да принуди държавите да се съобразяват и крайната санкция за неизпълнение е изключване от Съвета на Европа.
През 1999 г. Съдът е натрупал запас от 60 000 дела, които нарастват до 100 000 през 2007 г. В началото на 2010 г. съдът е натрупал над 120 000 дела, а в списъка на чакащите има дела за години напред. Около 1 на всеки 20 случая, представени в Съда, се счита за допустим. През 2007 г. Съдът произнася 1503 присъди. При сегашния темп на действие, на Съда би му отнело 46 години, за да навакса изоставането.

## Съдии и отдели
Съдът има 5 отдела и 47 съдии, избрани от държавите членки на Съвета на Европа. Пленарният съд избира секретаря и един или повече заместник-секретари. Секретарят е ръководител на службата по регистрация, която извършва правни и административни задачи и изработва съдебните решения от името на Сметната палата. Секретар и заместник-секретар, считано от 4 януари 2007 г., са:
- Ерик Фриберг, секретар (Швеция)
- Майкъл Обойл, заместник-секретар (Република Ирландия)

## Реформа
С увеличаването на осведомеността на европейските граждани относно техните права по силата на Конвенцията, Съдът става жертва на собствения си успех. Някои от случаите са отнемали до пет години преди да бъдат разрешени и това го довежда до огромно изоставане. Например, в съответствие с Информационен бюлетин за правата на човека (издаден от Съвета на Европа), между 1 ноември 2003 г. и 29 февруари 2004 г. в Съда са разгледани 7315 дела, от които 6255 са обявени като неспособни да помогнат за намаляване на изоставането.
За 2008 г. Съдът отчита, че е издал 1543 съдебни решения и че над 32 000 случая са обявени за недопустими. С над 94% от анализираните случаи, обявени за недопустими, Съдът де факто се отдалечава от своята мисия за защита на индивидуалните права на човека и се концентрира върху въпроса за на по-широка правна значимост. Работейки на принципа, че „отлаганото правосъдие е отказано правосъдие“, Съветът на Европа създава работна група, която да разгледа начините за подобряване на ефективността на Съда. Това води до изменение на Конвенцията за защита правата на човека и основните свободи, протокол № 14. Този нов протокол, който изисква всеобщо ратифициране от всички държави членки на Съвета на Европа, за да влезе в сила, прави редица промени:
1. Един съдия може да вземе решение относно допустимостта на съответен случай (трима съдии решават).
2. Когато случаите в общи линии са подобни на тези, подадени по-рано пред съда и се дължат главно на факта, че някоя държава членка не е успяла да промени националното си законодателство, за да се поправи не е нужно случаят са се разрешава от Камара, състояща се от седем съдии, както дотогава. Случаят може да се реши от трима съдии.
3. Даден случай може да не се счита да допустим, ако се счита, че жалбоподателят не е в „значително неблагоприятно положение“.
4. Държава членка може да бъде изправена пред Съда от Комитета на министрите, ако тази държава откаже да изпълни решение.
5. Комитетът на министрите може да поиска от Съда на „тълкуване“ на съдебно решение, за да определи най-добрият начин за държава членка да го спази.

## Разлика от Съда на ЕС
Съдът на Европейския съюз (СЕО) е орган на ЕС и не е свързан с Европейския съд по правата на човека. Въпреки това, след като всички членки на ЕС са членове и на Съвета на Европа и са подписали Конвенцията за правата на човека, се повдига въпросът за съгласуваността в съдебната практика между двете съдилища. Поради това Съдът на Европейския съюз следи съдебната практика на Съда по правата на човека и счита Конвенцията за правата на човека като към част от правната система на ЕС. Въпреки че неговите членове са се присъединили към нея, самият Европейски съюз като юридически субект не е. Въпреки това, институциите на ЕС са задължени по силата на член 6 от Договора от Ница на ЕС да спазват човешките права по силата на Конвенцията. С Договора от Лисабон ЕС вече се е присъединил към ЕКПЧ.

## Връзка с националните правни системи
Повечето от договарящите се страни по Европейската конвенция за правата на човека са включили Конвенцията в собствените си национални правни системи чрез конституционна разпоредба, устав или съдебно решение. Това включване, съвместно с влизането в сила на Протокол № 11, драстично подобряват статута на Конвенцията, както и въздействието на съдебната практика на Европейския съд по правата на човека. Национални съдии, избрани представители и администратори са под непрекъснат натиск да направят Конвенцията ефективна в рамките на националните системи.

## Важни решения
Съдът е издал редица значими съдебни решения по дела, свързани с бежанците, третиране на физически лица и т.н. Взетото през декември 1977 г. решение по случая Ирландия / Обединеното кралство (5310/71) се смята за „ключово решение“ на съда. Съдът постановява, че правителството на Обединеното кралство е виновно за „нечовешкото и унизително отношение“ към мъжете, интернирани без съдебен процес в резултат на делото, заведено от Република Ирландия (Дело № 5310/71).

## Правила на Европейския съд по правата на човека
На 1 ноември 1998 г. виза в сила протокол №11, който допълва и изменя Европейската Конвенция за защита на правата на човека и основните свободи. Протокол №11 въвежда съществени изменения в производството по жалби, основаващи се на контролните институции. Европейската Комисия по правата на човека престава да съществува. Делата пред Европейския Съд по правата на човека по правило се разглеждат от Камари (съдебни състави) от 7 съдии, а особено важните въпроси се решават от Голямата Камара от 17 съдии, която включва Председателя и Заместник-председателите на Съда, както и Председателите на отделения. Лицата, неправителствените организации и групите получават пряк достъп до Европейския Съд по правата на човека. Преди това Протокол №9 предвижда право за тези субекти да внесат делото пред Европейския Съд, само когато ответник е държавата ратифицирала този протокол. В останалите случаи делото може да бъде внесено пред Европейския Съд или от Европейската Комисия, или от държава страна по Конвенцията. В съответсвтие с това съществуват два правилника в Съда – „А“ и „Б“. По тези причини Европейския Съд приема свои Правила, които са съобразени с изменената процедура. Правилата влизат в сила от 1 ноември 1998 г. и са 104 на брой като са разделени на 4 раздела.
В първото правило са дадени определения за термините „Конвенция“, „Отделение“, „Камара“, „Комитет“, „Съд“, „съдия“, „Деловодител“, „страна“, „предишен съд“ и „комисия“, както и за изразите „пленарен Съд“, „Голяма Камара“, „съдия ad hoc“, „съдия докладчик“, „трета страна“, „Комитет на Министрите“.
Първи раздел: Организация и работа на Съда
- Глава 1: Съдии;
- Глава 2: Председателство на съда;
- Глава 3: Деловодство;
- Глава 4: Работа на съда;
- Глава 5: Състав на съда;

Втори раздел: Производство
- Глава 1: Общи правила;
- Глава 2: Начало на производства;
- Глава 3: Съдии и докладчици;
- Глава 4: Производство по допустимостта;
- Глава 5: Производство след допускане на жалба;
- Глава 6: Октрити заседания;
- Глава 7: Производство пред Голямата камара;
- Глава 8: Решения;
- Глава 9: Съвещателни мнения;
- Глава 10: Правна помощ;

Трети раздел: Преходни правила
Четвърти раздел: Заключителни разпоредби

## Общи правила
Процесуалните разпоредби, уреждащи производството пред Европейския Съд по правата на човека, са приети от самия Съд. Те не подлежат на ратифициране от държавите, които са страни от Европейската конвенция.
Публичност на производството
Откритите съдебни заседания, както и документите по делата, са достъпни за публиката. Принципът за публичност има по-широко приложение, отколкото в нашия граждански процес. Ограничена публичност се допуска само в интерес на добрите нрави, обществения ред или националната сигурност, в интерес на подрастващите или на закрилата на частния живот, както и в случай, че публичността би навредила на интересите на правосъдието.
Език на производството
Официалните езици на Съда са английският и френският. Допустимоста на използването на различен език от официалните е уредена различно с оглед на двете фази на производството – по допустимостта и по същество. В производството по допустимостта е разрешено използването и на друг език, стига това да е един от официалните езици на държавите страни от Конвенцията.
Процесуално представителство
Държавите страни по Конвенцията се предствляват от агенти, които могат да бъдат подпомагани от адвокати или съветници. Лицата, неправитествените организации и групите от индивиди, които твърдят, че са жертва на нарушение на някое от правата, установени в Конвенцията или протоколите към нея, могат първоначално да представят жалбите си лично или чрез представител.
Характерно за уредбата на процесуалното представителство е, че в началото на производството то е въпрос на преценка от страна на жалбоподавателя, но в последващите етапи е по правило задължително. Това е специфика на производството пред Европейския Съд по правата на човека, която го отличава от поризводството пред националните съдилища. Основанието за това изискване е практическата невъзможност един човек без юридическо образование да се защити адекватно и ефикасно.
Поредност на делата
По правило делата се разглеждат по реда на подаването им. Камарата може да реши да разгледа дадена жалба с предимство, когато спазването на обичайната поредност и по-късното ѝ разглеждане биха довели до прекомерено тежки вреди за жалбоподавателя, които ускореното разглеждане на делото може да предотврати.
Срокове
Сроковете са подаване на писмени съображения, както и за представяне на други документи, се определят от Председателя на Камарата или от съдията-докладчик. Срокът се смята за спазен, ако документът е изпратен по пощата преди неговото изтичане и ако изпращането е удостоверено с пощенско клеймо. Ако документът не е изпратен с препоръчано писмо, срокът ще бъде спазен, само ако то пристигне преди изтичането на срока.
Мерки за събиране на доказателства
Камарата може да събира доказателства, както по искане на една от страните или трета страна, така и по силата на служебното начало. Възможността Съдът да събира доказателства и по свой начин е следствие на задължението му по чл. 19 от Конвенцията да осигурява спазването на задълженията, поети от страните по нея.
Начало на производство
Жалбата трябва да бъде попадена в писмена форма и да бъде подписана от жалбоподавателя или неговия представител. В случай на представителство е нужно да се представи адвокатско пълномощно или писмено пълномощно, формуляр от което се изпраща от Съда. Ако жалбоподавателят е неправителствена организация подписът трябва да бъде положен от лицето или лицата, които я представляват. Ако жалбата се предата от група индивиди, които не са обединени в организация, учредена в съответствие с вътрешното законодателство, те трябва да я подпишат поотделно.
Производство по допустимостта
Основания за недопустимост:
- анонимност;
- предходно производство пред Европейския Съд по жалба със същия предмет или наличие на друго производство на международно разследване или уреждане на спора, когато жалбата не съдържа нова информация от значение за делото;
- несевместимост с разпоредбите на Конвенцията;
- явна необвързаност;
- злоупотреба с правото на жалба;
- неизчерпване на вътрешноправните средства за защита;
- пропускане на 4-месечния срок от окончателното вътрешноправно решение;
- несъответствие на подадената жалба с изискванията за нейното съдържание.

Производство:
Когато Съдията-докладчик прецени, че жалбата е явно недопустима, той прави мотивирано предложение до тричленен Комитет за обявяване на недопустимост. Комитетът може с единодушие да обяви жалбата за недопустима или да я извади от списъка на делата.

## Архитектура
Сградата, в която се помещават Камарите на Съда и Секретариатът, е проектирана от Ричард Роджърс и е завършена през 1995 година. Дизайнът е имал за цел да отразява, освен всичко друго, двата отделни компонента – на Комисията и на Съда (както е било тогава). Използването предимно на стъкло за построяване на сградата символизира „откритостта“ на съда пред европейските граждани.

## Отношения на ЕСПЧ с България
- Дирекция „Процесуално представителство на Република България пред Европейския съд по правата на човека“ при Министерството на правосъдието осъществява процесуалното представителство на Република България пред ЕСПЧ.
- Решенията на ЕСПЧ по допустимост и по същество се публикуват на страницата на съда
- Министерството на правосъдието на Република България поддържа страница с преведените на български решения:[1]

Европейската конвенция за защита правата на човека и основните свободи е в сила от 1992 година в България, когато страната го ратифицира. България е на първо място по подадени жалби на глава от населението. Първият, осъдил България в Европейския съд по правата на човека през 1997 г., е Андрей Луканов (посмъртно) заради съдебен произвол. Много банкери, съдени за банкови фалити на Балканбанк, Агробизнесбанк, Капиталбанк също спечелват делата. Най-многобройна група спечелени дела срещу държавата е свързана с нарушено право на собственост и реституционни обезщетения. Чешката фирма "ЗЛИНСАТ” получава 360 000 евро обезщетение, понеже не е въведена във владение на хотел при спечелена приватизационна сделка. Юристите обясняват многобройните дела с липсата на право за индивидуална жалба пред Конституционния съд, както и на правото да се получи справедливо обезщетение в България.